# Orconectes spinosus
Orconectes spinosus är en kräftdjursart som först beskrevs av Bundy 1877.  Orconectes spinosus ingår i släktet Orconectes och familjen Cambaridae. IUCN kategoriserar arten globalt som livskraftig. Inga underarter finns listade i Catalogue of Life.